# Daniele Farlati
Daniele Farlati o Farlato (San Daniele del Friuli, 22 febbraio 1690 – Padova, 25 aprile 1773) è stato un gesuita e storico italiano, specializzato nella storia della Chiesa cattolica e principale autore dell'Illyricum Sacrum.

## Biografia
Nacque a San Daniele del Friuli il 22 febbraio 1690 come secondo di tre figli di Valentino Farlati e Anna Maria Fabrizi in una famiglia appartenente al piccolo patriziato locale. Educato da un precettore privato, entrò nel 1704 al collegio gesuita di Gorizia e compiuti gli studi fu ammesso nel 1707 al noviziato nella Compagnia di Gesù presso il collegio di Bologna; qui seguì dal 1709 al 1713 il corso di filosofia, proseguendo poi gli studi dal 1713 al collegio di Padova, dove insegnò anche agli allievi più giovani. Inviato a Roma presso il Collegio Germanico-Ungarico per concludere la sua preparazione, fu ordinato sacerdote nel 1721 e l'anno successivo conseguì il dottorato in filosofia e teologia. Insegnò metafisica e teologia presso il Collegio Germanico-Ungarico, pronunciando gli ultimi quattro voti solenni nel 1725, entrando a pieno titolo nella Compagnia di Gesù.

Su disposizione del generale dell'ordine tornò a Padova per collaborare col confratello Filippo Riceputi nella sua opera sulla storia ecclesiastica dell'Illiria, appoggiata da papa Clemente XI (la cui famiglia di origine, gli Albani, vantava origini albanesi) e intitolata Illyricum Sacrum. All'arrivo di Farlati, il lavoro di Riceputi era ancora piuttosto indietro, nonostante i primi contatti con la tipografia Sebastiano Coleti di Venezia, tanto che padre Pacifico Bizza (futuro arcivescovo di Spalato) fu inviato ad effettuare ulteriori ricerche a Sebenico, Spalato e Zara, mentre Farlati e Riceputi si recarono a Udine e Cividale del Friuli per esaminare i documenti sul patriarcato di Aquileia. Ancora prima della pubblicazione, l'opera destò preoccupazione sia sul versante ecclesiastico, in particolare dai prelati delle diocesi coinvolte, sia sul versante politico, poiché il governo veneziano temeva che potesse essere messo in discussione il suo dominio sulla Dalmazia. Il piano stesso dell'Illyricum Sacrum infatti mutò spesso, anche senza che Farlati venisse consultato, e nel 1734 fu anche ventilata la possibilità di una sua sostituzione; gli studiosi contemporanei, tra cui lo storico Giusto Fontanini, erano piuttosto scettici che l'opera potesse essere portata a termine proprio per questa mutevolezza.

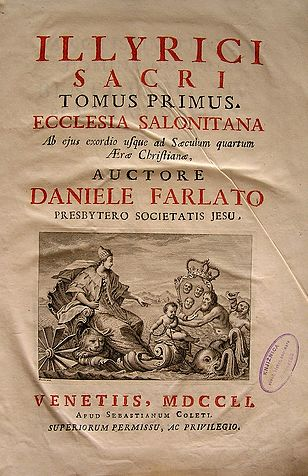
Copertina del primo volume

Riceputi tuttavia godeva del favore di molti prelati, tra cui i cardinali Juan Álvaro Cienfuegos Villazón e Pier Marcellino Corradini oltre che del favore dei successori di Clemente XI, ovvero Innocenzo XIII e Benedetto XIV, e nel 1740 fu pubblicato un nuovo prospetto riassuntivo dell'edizione, che prevedeva una storia civile ed ecclesiastica dell'Illiria in 18 tomi. Il materiale raccolto a Padova, divenuto noto come Museo illirico, comprendeva fino a 300 volumi di documenti, in gran parte copie ma anche testi originali in prestito e mai restituiti.
Dopo la morte di Riceputi, avvenuta a Cesena il 5 ottobre 1742, i suoi manoscritti non furono mai pubblicati e sotto pressione di papa Benedetto XIV e delle autorità veneziane, la pubblicazione dell'opera fu assegnata unicamente a Farlati. Quest'ultimo decise di modificare lo schema di pubblicazione, dividendo i contenuti per provincie ecclesiastiche e diocesi (forse su modello della coeva Italia sacra di Ferdinando Ughelli) e riducendo l'estensione territoriale all'Illiria tardo-antica (escludendo quindi il patriarcato di Aquileia, il Norico e la Pannonia).
Il primo tomo, dedicato al pontefice e con prefazione dedicata a Bizza (divenuto nel frattempo arcivescovo di Spalato), fu pubblicato nel 1751, includendo un esplicito riconoscimento all'ideatore contro le critiche che gli erano state mosse. Il secondo tomo fu pubblicato nel 1753, seguito dal terzo tomo nel 1765 (dedicato al nuovo pontefice, papa Clemente XIII) e dal quarto tomo nel 1769. Già alla pubblicazione del quarto tomo, Farlati poté avvalersi della collaborazione del giovane confratello Giovanni Iacopo Coleti, figlio del tipografo veneziano che stampava l'opera, che pubblicò il quinto tomo nel 1775 dopo la morte di Farlati a Padova il 25 aprile 1773. Coleti si occupò anche della pubblicazione dell'unico altro libro manoscritto di Farlati, De artis criticae inscitia antiquitati obiecta.
Dopo la sua morte, l'opera dell'Illyricym Sacrum fu proseguita da Coleti e pur subendo ritardi per la soppressione della Compagnia di Gesù nel 1773, quest'ultimo riuscì a pubblicare altri tre tomi, rispettivamente nel 1800, nel 1817 e nel 1819. La soppressione dell'ordine gesuita portò anche alla dispersione del Museo illirico in varie istituzioni civili ed ecclesiastiche.